# Joe Hajos
Joe Hajos, ou Joé Hajos ou József Hajós, est un compositeur hongrois né le 10 mars 1907 à Melenci (Empire austro-hongrois, aujourd'hui Serbie-Voivodine), mort le 26 août 1984  à Eaubonne (Val-d'Oise, France). Il a composé également sous le pseudonyme de Harry Bols

## Biographie
Joe Hajos a travaillé essentiellement pour le cinéma et la chanson. 

## Filmographie
- 1932 : Kitty schwindelt sich ins Glück
- 1932 : Strafsache von Geldern
- 1934 : Le Roi des Champs-Élysées de Max Nosseck
- 1935 : Fanfare d'amour de Richard Pottier
- 1936 : Tarass Boulba d'Alexis Granowsky
- 1936 : Ether Symphony (court métrage d'animation) de George Pal
- 1936 : 27, rue de la Paix de Richard Pottier
- 1937 : Le Mensonge de Nina Petrovna de Victor Tourjansky
- 1938 : Taras Bulba
- 1938 : Les Gaietés de l'exposition d'Ernest Hajos
- 1938 : La signora di Montecarlo
- 1939 : L'Inconnue de Monte-Carlo d'André Berthomieu
- 1939 : Coups de feu de René Barberis
- 1939 : Hölgyek előnyben
- 1940 : Le Danube bleu d'Alfred Rode et Emil-Edwin Reinert
- 1946 : La Femme fatale de Jean Boyer
- 1946 : On ne meurt pas comme ça de Jean Boyer
- 1946 : L'Insaisissable Frédéric de Richard Pottier
- 1946 : Tombé du ciel d'Emil-Edwin Reinert
- 1947 : L'Éventail d'Emil-Edwin Reinert
- 1948 : Cargaison clandestine d'Alfred Rode
- 1948 : Émile l'Africain de Robert Vernay
- 1948 : La Nuit blanche de Richard Pottier
- 1949 : Fantômas contre Fantômas de Robert Vernay
- 1949 : Ainsi finit la nuit d'Emil-Edwin Reinert
- 1950 : Casimir de Richard Pottier
- 1950 : La Ronde de Max Ophüls
- 1950 : Rendez-vous avec la chance d'Emil-Edwin Reinert
- 1950 : Quai de Grenelle d'Emil-Edwin Reinert
- 1950 : Le Traqué (Gunman in the Streets) de Frank Tuttle
- 1951 : L'Inconnue des cinq cités (A Tale of Five Cities) film à sketchs
- 1951 : L'Aiguille rouge d'Emil-Edwin Reinert
- 1952 : Le Plaisir de Max Ophüls
- 1953 : L'envers du Paradis de Edmond T. Gréville
- 1953 : Un acte d'amour d'Anatole Litvak
- 1963 : Mathias Sandorf de Georges Lampin
- 1965 : Les Aventures de Saturnin (feuilleton télévisé)